# Agustina Morales
Agustina Morales Lestido (Montevideo, 11 de marzo de 1993) es una cantante, gestora cultural, y personalidad de televisión uruguaya, que cobró notoriedad por ser vocalista de la banda de cumbia pop, Dame 5.

## Carrera
Nacida en 1991, se graduó de la Universidad Centro Latinoamericano de Economía Humana (UCLAEH) como licenciada en gestión cultural. Tomó clases de comedia musical y se desempeñó como corista de la banda de cumbia pop Rombai, y vocalista del grupo Golden Rocket. En 2016 fue convocada para formar parte de Dame 5, una nueva banda creada y producida por Fer Vázquez, vocalista de Rombai. El primer sencillo del grupo, «Piel a Piel» obtuvo amplia difusión en Uruguay y otros países de Hispanoamérica, y fue seguido de éxitos como «Baila Morena» y «Lejos», lo que les permitió alcanzar gran popularidad en la región.
Fue parte del grupo musical Pibas, junto a la rapera Clipper, y las vocalistas de las bandas uruguayas Mala Tuya y Mano Arriba, Soledad Ramírez y Nati Ferrero, respectivamente. Se presentaron por primera vez en la ceremonia de los Premios Graffiti de 2020 donde interpretaron las canciones más populares de sus bandas, y luego en un concierto inédito en el Antel Arena en noviembre de ese año.
A inicios de agosto de 2022 fichó como copresentadora de la versión uruguaya del programa de concurso ¡Ahora caigo!, en lo que significó su debut en la televisión. En septiembre de ese año lanzó su carrera solista, al presentar su sencillo «Te Felicito Otra Vez». Asimismo, estrenó el programa Weno que pasó por el canal de streaming Aweno TV, junto a Camila Rajchman, Patricio Rebufello y Agustín Correa.
En noviembre de 2022 se presentó por primera vez en el festival de música América Rockstars, y en marzo de 2023 formó parte del line-up del festival Acá Estamos, organizado por la Intendencia Departamental de Montevideo con motivo del Día Internacional de la Mujer. En julio de ese año abandonó ¡Ahora caigo! para dedicarse a otros proyectos. En diciembre de 2024 fue confirmada como participante del concurso de talentos Tu cara me suena, próximo a estrenarse por Teledoce en 2025.

## Filmografía
| Año           | Título           | Canal             | Rol                        |
| ------------- | ---------------- | ----------------- | -------------------------- |
| 2022-2023     | ¡Ahora caigo!    | Canal 4           | Asistente y copresentadora |
| 2022-presente | Weno que pasó    | Aweno TV (Twitch) | Copresentadora             |
| 2025          | Tu cara me suena | Teledoce          | Participante               |